# Зелёные берега
«Зелёные берега» (1984) — роман ленинградского поэта, художника, архитектора и искусствоведа Геннадия Ивановича Алексеева (1932—1987). В романе описывается мистическая история любви андеграундного поэта и художника из Ленинграда времен позднего СССР и знаменитой певицы из Петербурга эпохи Серебряного века, прообразом которой послужила звезда российской дореволюционной эстрады Анастасия Вяльцева.
Заявленная в романе тема одержимости человека конца XX века «великой забытой певицей» начала века получила развитие в рассказе Татьяны Толстой «Река Оккервиль» (1985) и в романе Михаила Шишкина «Венерин волос» (2005).

## Сюжет
Действие романа начинается в 1983 году в Ленинграде. Главный герой романа — преподаватель одного из ленинградских вузов. Интеллигентный и образованный человек, он хорошо разбирается в искусстве, особенно симпатизируя теме рубежа XIX—XX веков; сам пишет стихи и рисует, но из-за неординарности своего художественного стиля пребывает в опале у чиновников культурной сферы. Это лишает его шансов на публичное признание и возможности зарабатывать на жизнь творчеством, обрекая на бесконечную служебную рутину и тайную ностальгию по Серебряному веку.
Однажды во время одной из своих городских прогулок герой замечает в парке женщину, одетую «вопиюще несовременно». Влекомый любопытством, он выслеживает её, и оказывается, что это знаменитая певица Ксения Брянская, которая жила в Петербурге ещё до революции и умерла в самом начале XX века. Вступив с ней в диалог, герой неожиданно замечает, что окружающий город больше похож на дореволюционный Петербург, чем на советский Ленинград. Пытаясь осмыслить происходящее, герой приходит к выводу, что их реальности — её 1908-й — и его 1983-й — мистически перемешались, и даже подозревает, что виновник случившегося — сам город, подстроивший таким образом их встречу. Все последующие события происходят в двух временах параллельно, и герои живут то в смешанной реальности, то «перескакивая» из одного времени в другое.
Между героями завязывается роман, и вскоре они понимают, что были созданы друг для друга, но в планы судьбы закралась ошибка, разделившая их по разным временам. Теперь, когда эта ошибка волшебным образом исправлена, они наслаждаются настоящим и мечтают о счастливом будущем. Герой уговаривает Ксению оставить эстраду и попробовать свои силы в высоком жанре — опере. После долгих колебаний Ксения соглашается, но на своем последнем эстрадном концерте трагически погибает от рук обезумевшего поклонника. В этот момент связь времен рвется, и герой остается один в Ленинграде 1983-го.
Потерянный и раздавленный, герой почти год бродит по городу в поисках миражей прошлого — и однажды замечает на набережной знакомый силуэт. В погоне за призраком своей возлюбленной герой устремляется за ним в лабиринт петербургских дворов и исчезает в нём.

## Прототипы персонажей
- Главный герой — сам автор, Геннадий Алексеев[1][2][3].
- Ксения Брянская, главная героиня — Анастасия Вяльцева[3].
- Полковник Одинцов, муж главной героини — Василий Бискупский[4].
- Аля, племянница главной героини — Вера Таскина, дочь Алексея Таскина, аккомпаниатора Анастасии Вяльцевой[5].

По данным открытых исследований, среди прототипов второстепенных и эпизодических персонажей романа также встречаются Николай Холева, Илья Репин, Александр Житинский, Глеб Горбовский, Сергей Давыдов, Марина Годлевская и др.

## История создания
История создания романа описана в дневниках Геннадия Алексеева за 1980—1985 годы.

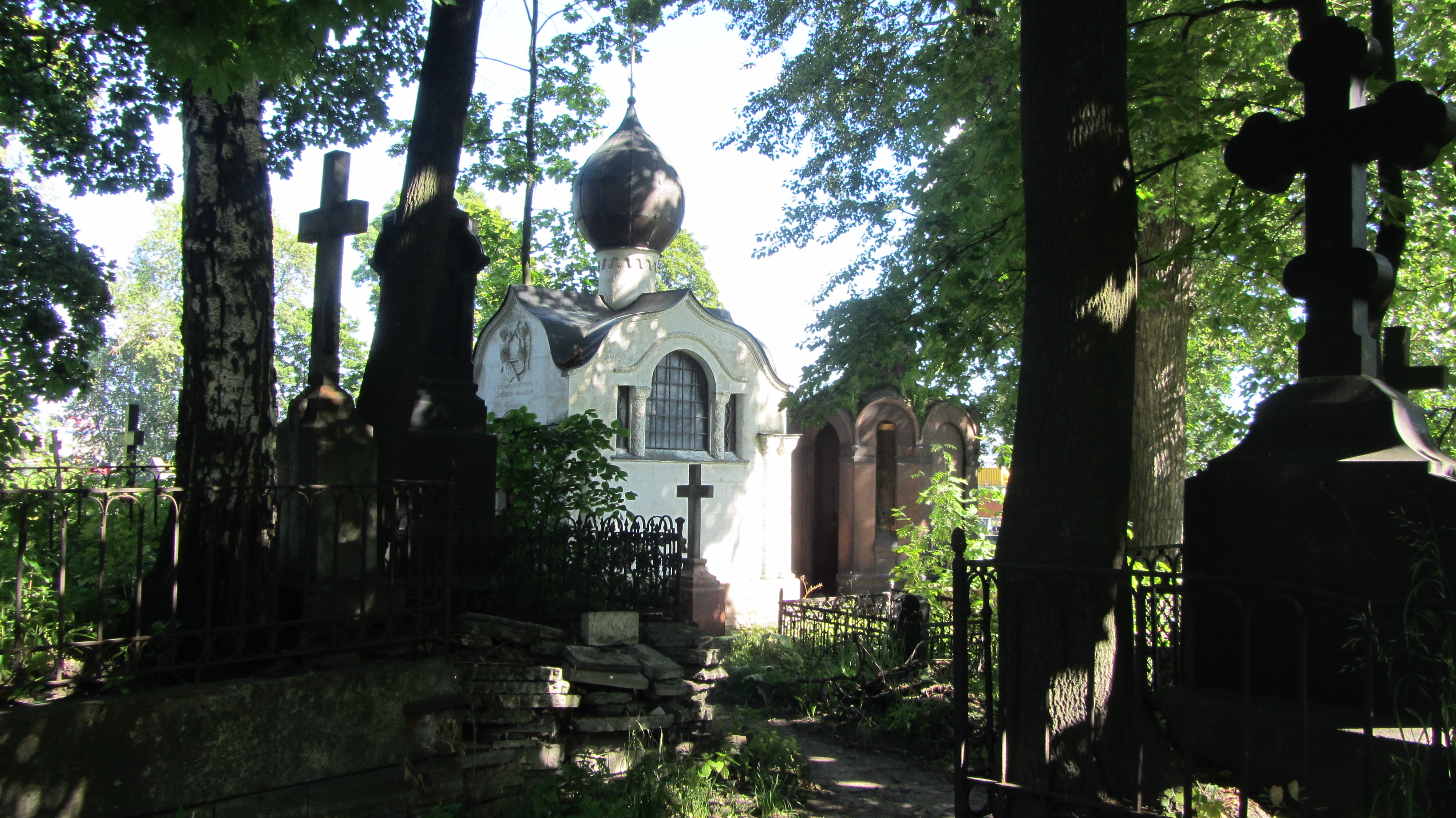
Усыпальница Анастасии Вяльцевой на Никольском кладбище Александро-Невской лавры в Санкт-Петербурге

Интерес Геннадия Алексеева к персоне Анастасии Вяльцевой зародился в конце 1960-х годов с обследования предназначенного к сносу особняка Книрши (наб. реки Карповки, 22) в Ленинграде. До Октябрьской революции особняк находился в собственности Вяльцевой, и Алексеев в дневниковых записях выражает крайнее удивление тем, что «такой дворец» мог принадлежать эстрадной певице. В середине 1970-х Алексеев вновь столкнулся с темой наследия Вяльцевой по службе, когда руководил обмерной практикой для студентов ЛИСИ (совр. СПбГАСУ). Практика проходила на Никольском кладбище Александро-Невской лавры, где расположена усыпальница Вяльцевой — и Алексеев снова зафиксировал в своем дневнике удивление, что исполнительница цыганских романсов погребена в «таком мавзолее».

В 1974 году, к 100-летию со дня рождения Вяльцевой, фирма звукозаписи «Мелодия» выпустила в серии «Звезды русской эстрады» грампластинку «Анастасия Вяльцева — Песни и романсы минувших лет» с подборкой её граммофонных записей 1905—1912 гг. В 1980 году, ознакомившись с ними, Алексеев записал в дневнике:
«Голос загадочный, удивительный, мягкого теплого тембра с необычными интонациями. В нем и страсть, и печаль, и какие-то предчувствия, и какая-то запредельность. В нем живет то время — начало нашего апокалиптического века — время надежд и тревожных ожиданий.
Все это — и ее жизнь, и легенды о ней, и ее лицо, и ее голос, и ее могила, и нынешняя ее безвестность — волнует меня чрезвычайно. Что связывает меня с этой женщиной, меня, родившегося спустя девятнадцать лет после ее похорон?»

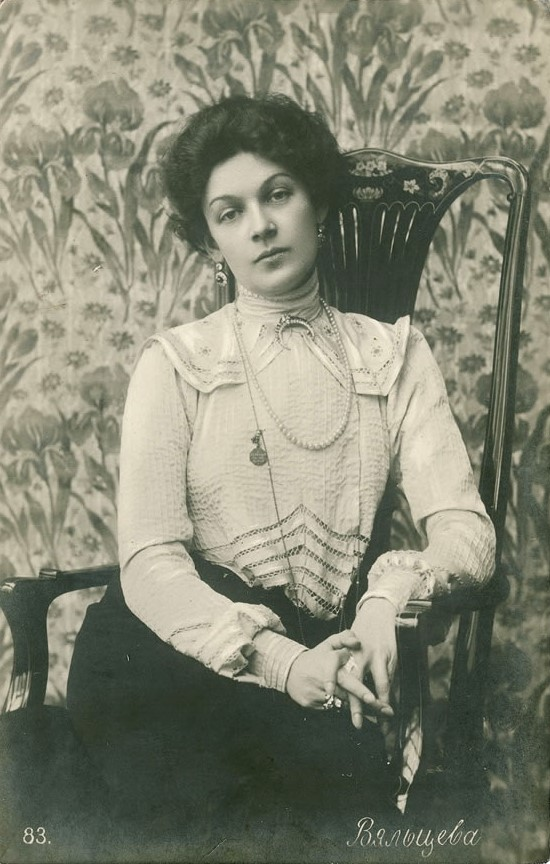
Фотография Анастасии Вяльцевой, сделанная в ателье Елены Мрозовской (1903)

В том же 1980 году Алексееву подарили историческую фотографию Вяльцевой, сделанную в начале 1900-х в фотоателье Елены Мрозовской в Петербурге (Невский пр., 20). По свидетельствам друзей и дневниковым записям самого Алексеева, он держал её на письменном столе, брал с собой в отпуск, представлял знакомым как свою возлюбленную и даже обращался к ней, как к живому человеку.
Дневники Алексеева свидетельствуют, что желание написать роман о Вяльцевой возникло у него в 1982 году, но реально взяться за него он смог только зимой 1983-го, когда был отправлен в санаторий в Комарово на лечение от стенокардии. Лечение оказалось неудачным, и осенью 1983-го, когда черновик романа был уже почти закончен, у Алексеева случился первый инфаркт. Оказавшись в больнице, он записал:

«Я спасен. Теперь меня будут лечить. Теперь я буду отлеживаться. Теперь у меня будет время для работы. Как своевременно хватил меня Кондратий! Я успею дописать свой роман в этом году!»
Черновик романа был готов в январе, а окончательная версия рукописи — в сентябре 1984 года. Алексеев отправил рукопись на рассмотрение в редакцию журнала «Нева», где она пролежала больше года и была отвергнута — по свидетельству Алексеева, с формулировкой «написано прекрасно, но с вашим восприятием предреволюционной России трудно согласиться».
При жизни автора роман так и не был опубликован. Геннадий Алексеев умер от сердечного приступа в марте 1987 года; первое издание «Зелёных берегов» вышло в издательстве «Советский писатель» в марте 1990-го. Александр Житинский в послесловии ко второму изданию романа описывает эпизод, в котором Алексеев, глядя на фотографию Вяльцевой, пророчит самому себе, что она «утянет его на тот свет».

## Художественные особенности

### Особенности языка
«Зелёные берега» — первое прозаическое произведение Алексеева после тридцати лет поэтического опыта. Прозе Алексеева свойственны многие характерные приемы, применявшиеся им в стихосложении — например, длинные последовательности синонимов различного смыслового оттенка, цепочки перечислений и однородных членов. В своей статье «Геннадий Алексеев и петербургский верлибр» Юрий Орлицкий выделяет в романе около двадцати фрагментов, которые можно было бы расценивать как самостоятельные единицы свободного стиха.

### Образ Петербурга в романе
Литературовед Юрий Орлицкий отзывается о «Зелёных берегах» как об «архитектурном романе», в котором «не только город, но и каждый дом имеет свое лицо».
Архитектор и историк искусств Валерий Исаченко в своей статье «Архитектура петербургского модерна в русской литературе» пишет, что в романе «Зелёные берега» Геннадий Алексеев «дал широкую панораму архитектуры начала века, раскрыл саму сущность домов с их перекликающимися, словно движущимися, меняющимися фасадами» и «создал сложный мир образов, где архитектура — не фон, а живой персонаж, помогающий понять переживания героев».
Петербургский краевед Николай Горбунов в своем исследовании «Прогулки по «Зелёным берегам» приводит аргументы в пользу того, что топография играет в романе роль дополнительного выразительного приема, помогающего раскрыть образ Города как «виновника случившегося», притворщика и мистификатора. Большинство топографических отсылок в тексте романа приведены в форме визуальных описаний, что позволяет автору, с одной стороны, вызывать у читателя знакомые ассоциации, а с другой — создавать миражи и манипулировать пространством. В результате маршруты героя на карте города могут неожиданно превращаться из линейной последовательности точек в хаотическую россыпь, существующие объекты — чередоваться с вымышленными, а реалии 1908 и 1983 годов — перемешиваться и наслаиваться друг на друга.

## Издания
- Алексеев Г. И. Зелёные берега: Роман. — Л.: Советский писатель, 1990. — 336 с. — ISBN 5-265-01036-X — 30 000 экз.
- Алексеев Г. И. Зелёные берега: Роман. (Серия «Петербургская проза»). — СПб: Новый Геликон, 1996. — 392 с. — ISBN 5-87145-016-6 — 5 000 экз.
- Алексеев Г. И. Неизвестный Алексеев: Зелёные берега. Роман. — СПб: Геликон Плюс, 2016. — 384 с. — ISBN 978-5-00098-047-7

## Отзывы
- Писатель Валерий Попов во вступительной статье к первому изданию романа называет его «пронзительным» и пишет, что он «учит нас преодолевать последний рубеж в состоянии высоком, достойном человека»[26].
- Литературовед Юрий Орлицкий в своей рецензии, напечатанной в 1991 году в журнале «Литературное обозрение», называет роман «удивительным» и отмечает, что «...написать книгу о земной любви современного поэта и давно умершей популярной русской певицы и не впасть ни в „фантастику”, ни в „мистику”, ни в „декадентство”, кажется, невозможно. А Алексеев — сумел.»[23]
- Журналист и историк города Наталия Перевезенцева в своей книге «Прогулки по Петербургу с Виктором Бузиновым» отзывается о «Зелёных берегах» как об «одном из лучших художественных текстов, посвященных Петербургу»[27].

В дневниках Геннадия Алексеева за 1984—1985 годы приведен ряд отзывов, полученных автором в частном порядке от коллег по Союзу писателей. Среди рецензентов, в частности, упоминаются Александр Житинский, Валерий Попов, Наталья Галкина, Галина Гампер, Борис Бухштаб, Лидия Гинзбург, Вячеслав Усов, Борис Никольский, Даниил Гранин и др.
Со слов самого Алексеева, среди положительных качеств романа рецензенты упоминают живость образов ключевых персонажей — города и главной героини, — а также безукоризненность изображения дореволюционной реальности. Среди отрицательных — неприятное впечатление от главного героя, перенасыщенность информацией и «густоту» языка.

## Постановки
- 24 мая 2019 года — фрагменты романа «Зелёные берега» использованы в спектакле Санкт-Петербургского Академического драматического театра им. В. Ф. Комиссаржевской «Женщина-змея» (по одноименному произведению Карло Гоцци, постановка Григория Дитятковского, сценография Эмиля Капелюша, хореография Анны Белич, в роли Фаррускада — Сергей Бызгу)[36].
- 15 марта 2020 года — театр «Багаж», Москва, на сцене Дома-музея Марины Цветаевой (режиссер Лилия Борнашова, хореограф Александр Бабенко, Он — Олег Дуленин, Она — Елена Иванова).